# 33247 Iannacone
33247 Iannacone è un asteroide della fascia principale. Scoperto nel 1998, presenta un'orbita caratterizzata da un semiasse maggiore pari a 2,7149472 UA e da un'eccentricità di 0,1722997, inclinata di 5,07594° rispetto all'eclittica.